# Politikåret 1987

## Händelser

### Januari
- 13 januari - Polens president Wojciech Jaruzelski besöker Vatikanstaten under ett officiellt besök i Italien. I Vatikanstaten får han träffa romersk-katolska kyrkans påve Johannes Paulus II.[1]
- 22 januari - I Manila öppnar kravallpolis eld mot demonstrerande bönder, som kräver omedelbar jordreform, och 19 personer dödas.[1]
- 23 januari - SPÖ:s Franz Vranitzky bildar en koalitionsregering i Österrike med ÖVP.[1]
- 27 januari – Sovjetunionens kommunistpartiledare Michail Gorbatjov föreslår hemliga partival.[1]
- 29 januari - Underrättelseutskottet i USA:s senat offentliggör en rapport om USA:s hemliga vapenaffärer med Iran.[1]

### Februari
- 9 februari – Regeringskoalitionen SPD-Die Grünen spricker i Hessen, då delstatens miljöminister Joschka Fischer avskedas av SPD-ministerpresidenten Holger Börner.[1]
- 11 februari – Filippinernas president Corazon Aquino undertecknar en ny författning i Manila.[1]
- 16 februari
  - Sovjetunionens kommunistpartiledare talar på avslutningsdagen vid ett forum i Moskva "för en kärnvapenfri värld och för mänsklighetens överlevnad", och säger att det ensidiga sovjetiska kärnvapenprovstoppet inte längre skall gälla.[1]
  - Spaniens regering förklarar att det skall bli gratis att gå på gymnasiet i Spanien, och att inskrivningsavgifterna till universiteten skall slopas för låginkomstfamiljer.[1]
  - En domstol i Bonn dömer Västtysklands tidigare ekonomiminister Otto Graf Lambsdorff till motsvarande 650 000 SEK i böter för skattebrott.[1]
- 26 februari – Den så kallade Towerkommissionen i USA meddelar att president Ronald Reagan saknar kontroll över USA:s kontakter med Iran.[1]
- 28 februari – Årsdagen av Palmemordet uppmärksammas i Sverige.[1]

### Mars
- 9 mars – Thorvald Stoltenberg väljs till ny utrikesminister i Norge.[1]
- 18 mars
  - Ingvar Carlsson och Bengt Westerberg möts i en TV-debatt från Eskilstuna under ämnet Valfrihet och rättvisa.[1]
  - Sveriges riksdag har utrikespolitisk debatt. Svenska sanktioner mot Sydafrika dominerar.[1]
- 20 mars – USA:s president Ronald Reagan erkänner sitt ansvar misstag i Iran-Contras-affären.[1]
- 26 mars
  - Sverige frikänns av Europadomstolen efter att ha anklagats mot brott mot mänskliga rättigheter på tre punkter, i ett fall där en snickare i september 1979 fick sparken från jobbet på Marinmuseet i Karlskrona, för sitt medlemskap i Sveriges kommunistiska parti, Clarté och Folket i Bild/Kulturfront.[1]
  - Kina och Portugal skriver på avtalet att Portugal ska överlämna Macao till Kina den 20 december 1999 efter att då ha tillhört Portugal sedan 1557. Precis som med Hongkong skall "Ett land, två marknadssystem" gälla fram till 2049.[1]

### April
- 1 april – Storbritanniens premiärminister Margaret Thatcher avslutar ett fem dagars officiellt besök i Sovjetunionen.[1]
- 6 april
  - Israels president Chaim Herzog inleder ett fem dagars besök i Västtyskland. Han blir första israeliska statschef att gästa Västtyskland, och första dagen blir det besök i Bergen-Belsen, där en krans läggs vid ett minnesmärke.[1]
  - Romersk-katolska kyrkans påve Johannes Paulus II avslutar ett sex dagars besök i Chile.[1]
- 9 april – Sveriges statsminister Ingvar Carlsson avslutar ett veckolångt besök i Kina.[1]
- 11 april – Sovjetunionens kommunistpartiledare Michail Gorbatjov avslutar ett tre dagar långt besök i Tjeckoslovakien.[1]
- 15 april – USA:s utrikesminister George Shultz meddelar från en presskonferens i Moskva att ett amerikansk-sovjetiskt fördrag om medeldistansvapnen i Europa ryckt allt närmare.[1]
- 21 april – Ungerns kommunistpartiledare Janos Kadar inleder ett tre dagars besök i Sverige.[1]
- 27 april – USA meddelar att Österrikes president Kurt Waldheim inte är välkommen på besök på grund av hans tid som officer under andra världskriget.[1]
- 28 april – Kristdemokraten Amintore Fanfanis regering avgår efter 10 dagar, Italiens kortaste efterkrigstidsregering.[1]
- 30 april
  - Harri Holkeri bildar regering i Finland.[1]
  - Sveriges riksdags andra vice talman, Karl Erik Eriksson, döms av Arvika tingsrätt till villkorlig dom samt 50 dagsböter för bokföringsbrott samt försvårande av skattekontroll.[1]

### Maj
- 1 maj – Sveriges statsminister Ingvar Carlsson Första maj-talar detta år i Borås. Svensk vapenexport och Sydafrikafrågan är dominerande på tapeten detta år.[1]
- 5 maj
  - Förför om Iran-Contras-affären i USA:s kongress inleds.[1]
  - USA bjuder in Sveriges statsminister Ingvar Carlsson att besöka USA:s president Ronald Reagan den 9 september 1987, vilket är första officiella inbjudan till Vita huset för en svensk statsminister sedan Tage Erlander var där 1961.[1]
- 8 maj – Gary Hart avbryter sin valkampanj och presidentkandidatur i USA.[1]
- 20 maj – I Lissabon döms överste Otelo Saraiva de Carvalho till 20 års fängelse för att ha hotat den portugisiska statens demokratiska institutioner, då han med 63 andra anklagas för att vara med i vänstergruppen "Folkstyrkorna 25 april" som sedan 1980 påstås ligga bakom 12 mord och tjugotalet andra attentat.[1]
- 21 maj – Nederländernas drottning Beatrix samt prins Claus inleder ett tre dagar långt statsbesök i Sverige, det första nederländska statsbesöker i Sverige på 30 år.[1]
- 22 maj – Sveriges riksdag röstar med siffrorna 234-66 för svensk handelsbojkott av Sydafrika, inklusive Sydvästafrika.[1]
- 31 maj – Miljöpartiet noteras för 8,1 % vid en SIFO-mätning i Sverige.[1]

### Juni
- 6 juni – Sveriges kungapar talar i Nyköping på Sveriges nationaldag, och tar upp ämnen som rasism-främlingsfientlighet.[1]
- 13 juni - Sveriges statsminister Ingvar Carlsson inviger Erlandergården i Ransäter.[1]
- 14 juni - Romersk-katolska kyrkans påve Johannes Paulus II avslutar ett veckolångt besök i Polen.[1]
- 19 - ETA begår ett bombdåd i Barcelona där 19 personer omkommer.[1]
- 20 juni - Österrikes förbundskansler Franz Vranitzky besöker Sverige.[1]
- 25 juni
  - Österrikes president Kurt Waldheim besöker Vatikanstaten. Där får han träffa Romersk-katolska kyrkans påve Johannes Paulus II.[1]
  - Sveriges kungapar kommer till Island för ett tre dagar långt besök.[1]
- 28 juni
  - Palmekommissionen förespråkar att Sydafrika utsätts för total och snar flygbojkott.[1]
  - Miljöpartiet noteras för 6,5 % vid en SIFO-mätning i Sverige.[1]
- 30 juni – Ett två dagar långt EG-toppmöte i Bryssel slutar i total oenighet.[1]

### Juli
- 1 juli – Sydkoreas president Chun Doo-hwan utlovar långtgående reformer, sedan regeringspartiet DJP och dess presidentkandidat Roh Tae-Woo beslutat att tillmötesgå oppositionens krav på direkta presidentval. Dessutom lovar han att frige politiska fångar, garantera respekten för mänskliga rättigheter, tillåta fri press, införa lokalt självstyre och allmän demokratisering.[1]
- 10 juli
  - Sydkoreas president Chun Doo-hwan avgår.[1]
  - Västtysklands president Richard von Weizsäcker avslutar första västtyska statsbesöket i Sovjetunionen.[1]
- 12 juli
  - Västtysklands förbundskansler Helmut Kohl inleder ett officiellt besök i Kina, och när han kommer till Tibet innebär det att en regeringschef besöker Tibet för första gången efter 1959 års händelser.[1]
  - Ett tre dagar långt möte avslutas i Dakar, mellan vita sydafrikanska liberaler samt ANC, med icke-rasistiskt Sydafrika som slutmål.[1]
- 13 juli – Ramaswamy Venkataraman utses till president i Indien.[1]
- 17 juli – Frankrike avbryter de diplomatiska förbindelserna med Iran, sedan en iransk tolk misstänks för flera terrordåd i Frankrike.[1]
- 22 juli – Filippinernas president Corazon Aquino godkänner en jordreform som skall ge två och en halv miljoner jordlösa bönder egen mark. Lagen kritiseras från både höger och vänster. Jordägarna hotar att ta till vapen om de fråntas mark. Vänstern menar att lagen är otillräcklig.[1]
- 27 juli – En grupp Krimatarer tas emot av sovjetiske president Andrej Gromyko, då Andrej Gromyko vill meddela att Högsta Sovjet tillsatt en kommission för att utreda tatarernas situation.[1]
- 28 juli – Kristdemokraten Giovanni Goria bildar Italiens 45:e regering sedan andra världskriget.[1]
- 30 juli – Norge meddelar att fyra sovjetiska diplomater, som i flera år bedrivit industrispionage, utvisats.[1]

### Augusti
- 3 augusti – USA:s president Ronald Reagan frias vid kongressförhör om Iran-Contras-affären.[1]
- 23 augusti – På 48-årsdagen av Molotov–Ribbentrop-pakten 1939 genomförs stora protester i främst Riga, men även Tallinn och Vilnius.[1]
- 29 augusti – En manifestation mot rasismen i världen genomförs i Kungsträdgården i Stockholm.[1]

### September
- 4 september – Finlands statsminister Harri Holkeri anländer till Stockholm för ett officiellt besök.[1]
- 6 september – Vid en SIFO-mätning i Sverige noteras Sveriges socialdemokratiska arbetareparti för fler sympatisörer än de tre borgerliga partierna i Sveriges riksdag tillsammans.[1]
- 7 september
  - Östtysklands president Erich Honecker anländer till Västtyskland, och därmed kommer för första gången en östtysk statschef på besök till Västtyskland.[1]
  - Sveriges statsminister Ingvar Carlsson inleder ett officiellt besök i USA.[1]
- 16 september - FN:s generalsekreterare Javier Pérez de Cuéllar aslutar en fem dagars medlarresa till Iran och Irak.[1]
- 17 september – USA:s konstitution firar 200-årsjubileum.[1]
- 18 september – Sovjetunionen och USA enas om att skrota alla landbaserade medeldistansrobotar.[1]
- 20 september - Romersk-katolska kyrkans påve Johannes Paulus II avslutar en rundresa i Nordamerika.[1]
- 23 september – Danmarks folketing fastslår att Mogens Glistrup är berättigad till sin plats, fastän han dömts till fängelse för skattebrott, vilket han 1983 och 1984 inte ansågs vara.[1]
- 23 september – USA inleder en serie militära operationer i Persiska viken.
- 25 september – Överste Sitiveni Rabuka griper makten i Fiji genom en militärkupp.[1]
- 26 september – Sovjetunionens utrikesminister Eduard Sjevardnadze inlder en officiell resa i Sydamerika.[1]
- 29 september – Sveriges statsminister Ingvar Carlsson avslutar ett tre dagars besök i Grekland.[1]

### Oktober
- Oktober – Oroligheter rasar i Tibet i protest mot Kinas överhöghet.[1]
- 4 oktober – Vid en SIFO-mätning i Sverige noteras Sveriges socialdemokratiska arbetareparti för 45,8 %, vilket är klart större än de tre borgerliga partierna i Sveriges riksdag tillsammans (41,9 %).[1]
- 6 oktober – I Sverige rymmer spionen Stig Bergling, dömd till livstids för att ha lämnat ut hemliga uppgifter till Sovjetunionen, från Norrköpings fångvårdsanstalt.[1]
- 7 oktober – Fiji blir republik.[1]
- 6 oktober – Sveriges riksdag inleder arbetsåret 1987/1988.[1]
- 19 oktober – Sveriges justitieminister Sten Wickbom avgår på grund av Stig Berglings rymning.[1]
- 29 oktober – Sjöbo kommunfullmäktige beslutar med röstsiffrorna 25-24 att anordna en folkomröstning om flyktingmottagande.[1]
- 30 oktober – USA:s president Ronald Reagan bjuder in Sovjetunionens kommunistpartiledaren Michail Gorbatjov för möte i Washington, DC.[1]

### November
- 1 november – Vid en SIFO-mätning i Sverige noteras Sveriges socialdemokratiska arbetareparti för 44,2 %, medan de tre borgerliga partierna i Sveriges riksdag får 44,8 %.[1]
- 5 november
  - USA:s försvarsminister Caspar Weinberger avgår.[1]
  - 77-årige ANC-ledaren Govan Mbeki friges efter 23 år i fängelse på Robben Island i Sydafrika.[1]
- 6 november – Noboru Takeshita utses till ny premiärminister i Japan efter Yasuhiro Nakasone.[1]
- 7 november
  - Tunisiens president Habib Bourguiba avsätts och efterträds av Zine El Abidine Ben Ali.[1]
  - Sovjetunionen firar 70-årsminnet av Oktoberrevolutionen 1917. Michail Gorbatjov säger att Josef Stalin gick den "enda möjliga vägen", men anklagar samtidigt honom för personkult och lagbrott.[1]
- 11 november – Ett fyra dagar långt möte med 21 arabstater avslutas i Amman för att diskutera Iran-Irakkriget.[1]
- 24 november – Li Peng utses till ny premiärminister i Kina.[1]
- 29 november – Vid en SIFO-mätning i Sverige noteras Sveriges socialdemokratiska arbetareparti som 3,7 procentenheter större än de borgerliga partierna i Sveriges riksdag tillsammans.[1]
- 30 november
  - Firandet av Karl XIIs dödsdag resulterar i bråk, slagsmål och polisingripanden runtom i Sverige, då skinnskallar drabbar samman med motdemonstranter.[1]
  - Det så kallade "ambassadkriget" mellan Frankrike och Iran  får sitt slut, då avspärrningarna runt Irans ambassad i Paris avlägsnas, och de iranier som varit där sedan 30 juni 1987 tillåts lämna byggnaden, medan franska diplomater släpps på Frankrikes ambassad i Teheran.[1]

### December
- 4 december
  - Ett fredsmöte om Kampuchea avslutas i Fère-en-Tardenois norr om Paris.[1]
  - Fijis president Sitiveni Rabuka tillkännager att den förre generalguvernören Ratu Sir Penaia Ganilau accepterat att bli Fijis förste president.[1]
- 5 december – Ett EG-möte i Köpenhamn slutar i total oenighet. Länderna kommer inte överens på någon punkt.[1]
- 6 december – Finland firar 60 år som republik.[1]
- 8 december
  - INF-avtalet undertecknas av USA och Sovjetunionen, som därmed lovar att skrota alla markbaserade medeldistanskärnvapen.[1]
  - Palestinier inleder Intifadan mot Israel.
- 16 december – Sydkoreas president Chun Doo-hwan avgår.[1]
- 20 december – Vid en SIFO-mätning i Sverige noteras det borgerliga blocket för majoritet.[1]
- 22 december – Zimbabwe blir enpartistat.[1]

## Val och folkomröstningar
- 25 januari – Vid förbundsdagsvalet i Västtyskland skördar Die Grünen framgångar. Koalitionspartierna CDU-CSU-FDP får dock 269 av 497 mandat, och sitter kvar vid regeringsmakten.[1]
- 17 februari – Charles Haugheys konservativa parti Fianna Fáil vinner parlamentsvalet i Irland.[1]
- 26 februari – 40-årige Rosie Barnes, SDP, vinner ett fyllnadsval till Storbritanniens parlament i Labourvalkretsen Greenwich.[1]
- 15–16 mars – Riksdagsvalet i Finland blir en framgång för de borgerliga partierna, medan Finlands socialdemokratiska parti går bakåt.[1]
- 25 april – Island går till alltingsval. Statsminister Steingrímur Hermannsson förlorar majoriteten.[1]
- 6 maj – NP vinner parlamentsvalet i Sydafrika.[1]
- 10 maj – Nationalistpartiet vinner parlamentsvalet i Malta.[1]
- 11 maj – Filippinerna går till parlamentsval, som blir en framgång för Corazon Aquino.[1]
- 10 juni – Europaparlamentsval.
- 11 juni – Tories vinner parlamentsvalet i Storbritannien för tredje gången i rad, och Margaret Thatcher fortsätter som brittisk premiärminister.[1]
- 14 juni – Kristdemokraterna vinner parlamentsvalet i Italien, och behåller sin ställning som största parti.[1]
- 11 juli - Australiens arbetarparti vinner parlamentsvalet i Australien.[1]
- 19 juli - PSD vinner parlamentsvalet i Portugal.[1]
- 15 augusti - David Langes New Zealand Labour Party vinner parlamentsvalet i Nya Zeeland.[1]
- 8 september – Danmark går till Folketingsval. Poul Schlüters fyrpartikoalitionsregering försvagas, men kan sitta kvar.[1]
- 14 september – Fremskrittspartiet noterar framgångar vid kommunalvalen i Norge.[1]
- 29 november
  - Parlamentsvalet i Haiti avbryts efter en våg av mord och terrordåd.[1]
  - Turkiet går till parlamentsval. Premiärminister Turgut Özals konservativa regering vinner och kan sitta kvar.[1]

## Organisationshändelser
- 2 januari - Karin Söder meddelar att hon avgår som ordförande för Centerpartiet, men sitter kvar i Sveriges riksdag.[1]
- 16 januari – 71-årige Hu Yaobang avskedas som generalsekreterare för Kinas kommunistiska parti.[1]
- 29 januari – ICO avslutar ett toppmöte i Kuwait. Iran kommer inte, eftersom man menar att Kuwait stöder Irak i konflikten med Iran.[1]
- 20 februari – FN:s säkerhetsråd säger nej till världsomfattande och bindande ekonomiska sanktioner mot Sydafrika.[1]
- 21 februari – Olof Johansson blir partiledare för Centerpartiet vid partiets extrastämma i Stockholm.[1]
- 27 februari – Nordiska rådet avslutar sin 35:e session i Helsingfors.[1]
- 6 mars – Åke Pettersson utses till ny partisekreterare i Centerpartiet.[1]
- 23 mars – Willy Brandt avgår som partiordförande för de västtyska socialdemokraterna.
- 23 mars – Willy Brandt lämnar SPD.[1]
- 8 maj – Miljøpartiet De Grønne bildas i Norge.
- 24 maj – Lars Werner väljs om som ordförande i VPK på kongressen i Stockholm.[1]
- 29 maj – Warszawapaktens medlemsländers stats- och kommunistpartichefer avslutar ett möte i Östberlin.[1]
- 10 juni – G7-mötet avslutas i Venedig.[1]
- 14 juni – Hans-Jochen Vogel utses till ny ordförande i SPD.[1]
- 17 juni – Centerpartiets avslutar sin stämma i Borgholm. Ordförande Olof Johansson väljs om enhälligt.[1]
- 25 juni – I Eskilstuna inleder KDS sin partikongress. På kongressen väljs Alf Svensson om som ordförande, och partiet byter namn från "Kristen demokratisk samling" till "Kristdemokratiska samhällspartiet". Man beslutar också att partiet i fortsättningen skall verka för att skilja Svenska kyrkan och svenska staten åt.[1]
- 26 juni – I Moskva inleder Sovjetunionens kommunistiska partis centralkommitté sitt sammanträde. Michail Gorbatjovs Perestrojkaidéer får ytterligare genomslag, och hans ställning stärks.[1]
- 27 juli – Kenneth Kaunda utses till ny ordförande för OAU på mötet i Addis Abeba.[1]
- 6 augusti – David Owen avgår som SDP-ledare.[1]
- 1 september – SDP beslutar på kongressen i Portsmouth att gå samman med LP och bilda nytt parti.[1]
- 14 september – Anker Jørgensen avgår som partiledare för Danmarks socialdemokrater.
- 15 september – FN:s generalförsamling inleder en ny session.[1]
- 25 september – Sveriges socialdemokratiska arbetareparti inleder avslutar sin kongress i Stockholms Folkets hus, och beslutar att kollektivanslutningen skall vara avskaffat senast 1991.[1]
- 10 oktober – Svend Auken utses till ny partiledare för danska Socialdemokratiet.[1]
- 26 oktober – Moderata samlingspartiet avslutar sin fem dagar långa partistämma i Malmö. Stämman uttalar sig för byggandet av bro över Öresund, samt skilsmässa Svenska kyrkan-svenska staten.[1]
- 1 november – Kinas kommunistiska parti avslutar sin 13:e partikongress i Peking. Zhao Ziyang ersätter Deng Xiaoping.[1]
- 11 december – Centerpartiet beslutar att låta Sven-Olle Olsson få fortsätta vara med i partiet.[1]
- 17 december – Gustav Husak avgår som ordförande för Tjeckoslovakiens kommunistiska parti.[1]
- 28 december – Gulf Cooperation Council bildar en säkerhetspakt.[1]
- Okänt datum – Sveriges pensionärers intresseparti bildas.

## Födda
- 21 januari – Aida Hadzialic, svensk socialdemokratisk gymnasieminister 2014–2016.
- 23 januari – Emil Källström, svensk centerpartistisk riksdagsledamot 2010–2021.
- 11 februari – Ebba Busch, partiledare för svenska Kristdemokraterna sedan 2015.
- 13 februari – Andreas Carlson, svensk kristdemokratisk riksdagsledamot sedan 2010.
- 10 april – Hanif Bali, svensk moderat riksdagsledamot sedan 2010.
- 13 maj – Li Andersson, finländsk politiker, partiledare för Vänsterförbundet 2016–2024.
- 30 augusti – Amelia Andersdotter, svensk piratpartistisk Europaparlamentsledamot 2011–2014.
- 4 september – Katri Kulmuni, finländsk politiker, partiledare för Centern 2019–2020.
- 6 oktober – Jessica Rosencrantz, svensk moderat riksdagsledamot sedan 2010.

## Avlidna
- 3 januari – Franck Sylvain, Haitis president 7 februari–1 april och 20–25 maj 1957.
- 27 januari – Ove Rainer, svensk politiker och idrottsledare.[1]
- 26 februari – Knut Frydenlund, Norges utrikesminister.[1]
- 17 maj – Gunnar Myrdal, svensk nationalekonom och politiker.[1]
- 1 juni – Rashid Karami, 66, Libanons premiärminister (mördad).[1]
- 19 september – Einar Gerhardsen, 90, Norges statsminister 1945–1951, 1955–28 augusti 1963 och 25 september 1963–1965.[1]
- 21 september - Sven Andersson, 77, svensk socialdemokratisk försvars- och utrikesminister.[1]
- 22 september – Hákun Djurhuus, Färöarnas lagman 1963–1967.
- 11 oktober – Uwe Barschel, 43, västtysk politiker.[1]
- 15 oktober – Thomas Sankara, Burkina Fasos president 1983–1987.
- 24 november – Gunnar Heckscher, svensk partiledare för Högerpartiet 1961–1965.[1]

### Fotnoter
1. 1 2 3 4 5 6 7 8 9 10 11 12 13 14 15 16 17 18 19 20 21 22 23 24 25 26 27 28 29 30 31 32 33 34 35 36 37 38 39 40 41 42 43 44 45 46 47 48 49 50 51 52 53 54 55 56 57 58 59 60 61 62 63 64 65 66 67 68 69 70 71 72 73 74 75 76 77 78 79 80 81 82 83 84 85 86 87 88 89 90 91 92 93 94 95 96 97 98 99 100 101 102 103 104 105 106 107 108 109 110 111 112 113 114 115 116 117 118 119 120 121 122 123 124 125 126 127 128 129 130 131 132 133 134 135 136 137 138 139 140 141 142 143 144 145 146 147 148 149 150 151   Horisont 1987. Bertmarks